# 德斯布里 (麻薩諸塞州)
德斯布里 (Duxbury，旧稱Duxborough）是美国马萨诸塞州普利茅斯县历史悠久的海滨小镇。其位于波士顿东南部。據2020年人口普查，該鎮人口为16,090人。 

## 圖集

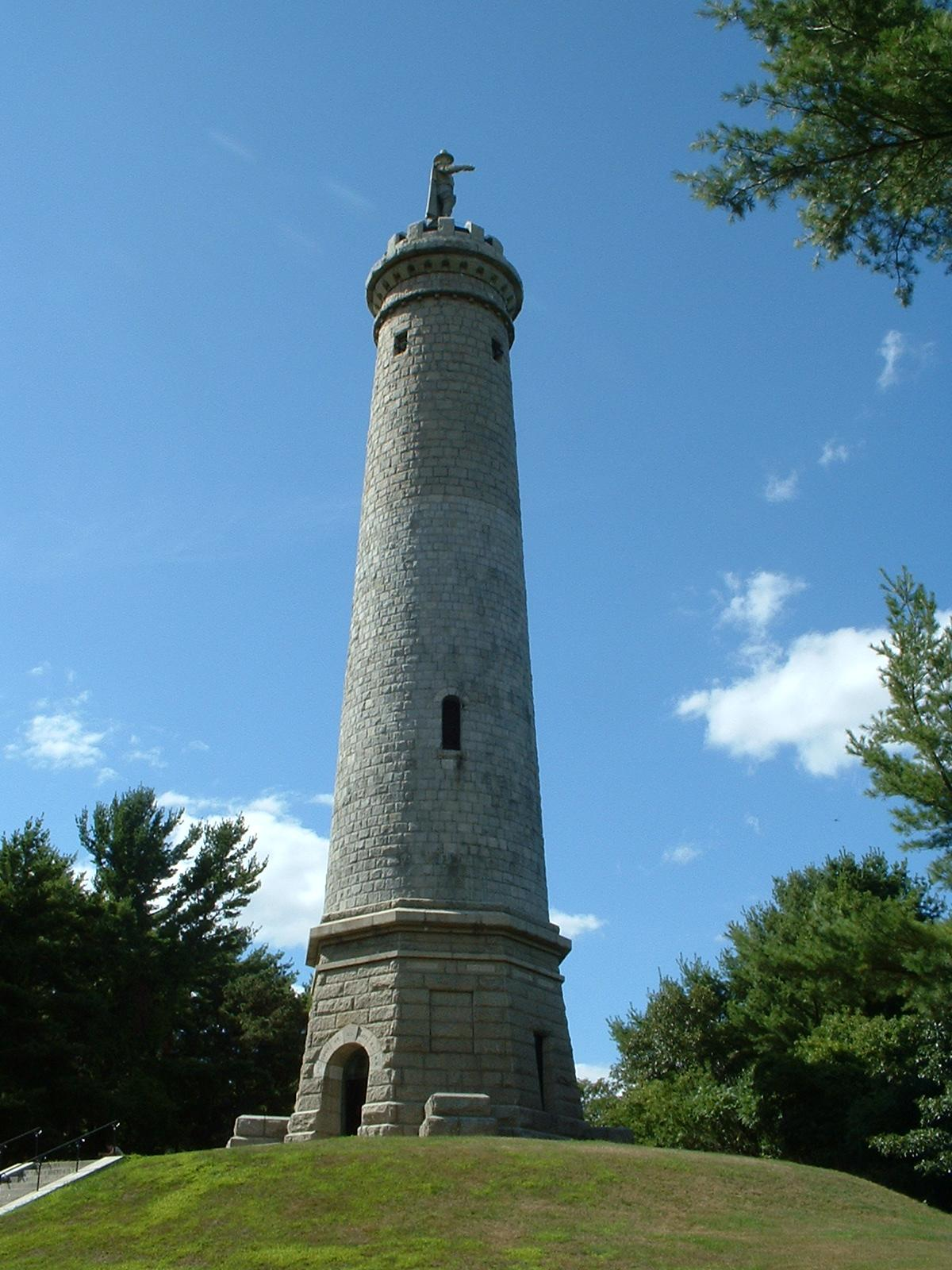
邁爾斯·斯丹迪什紀念碑

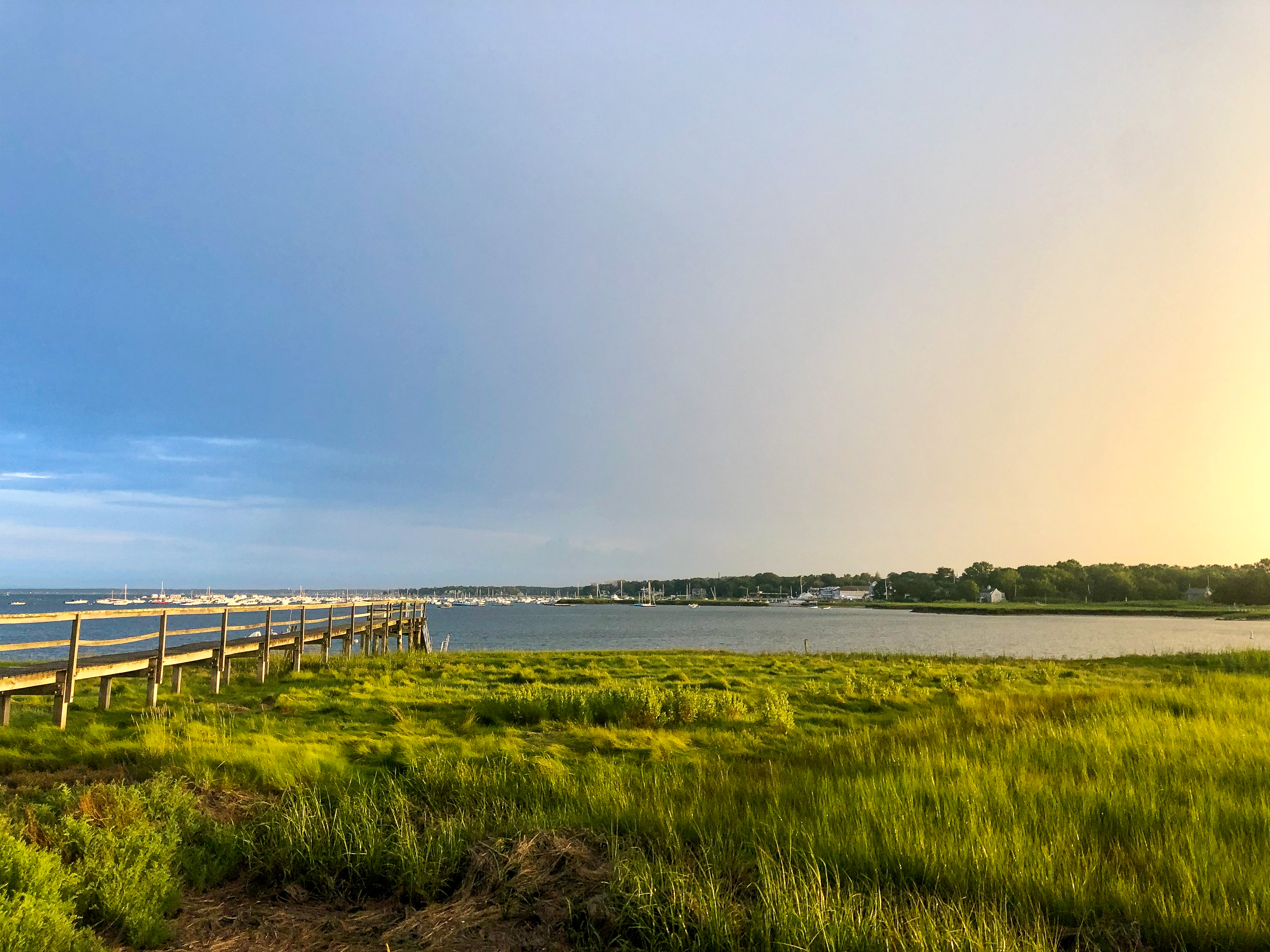
藍魚河碼頭

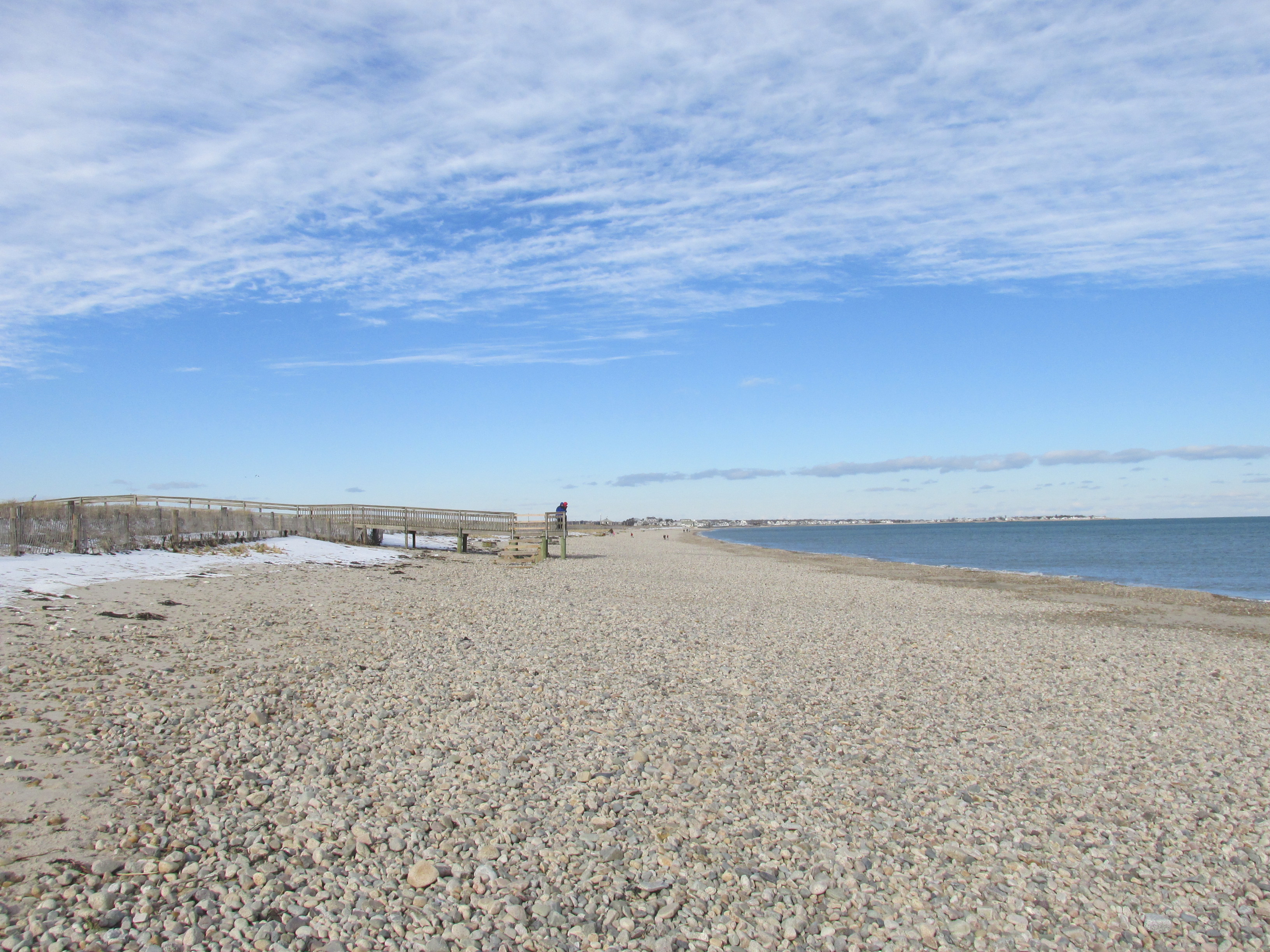
德克布里沙灘